# Robert Lejeune
Robert Lejeune (* 19. Februar 1891 in Uster; † 25. Dezember 1970 in Männedorf) war ein Schweizer evangelischer Geistlicher.

## Leben
Robert Lejeune entstammte einer in Süddeutschland ansässigen Hugenottenfamilie. Er war der Sohn des gleichnamigen Robert Lejeune (1848–1898) und dessen Ehefrau Emma von Ehrenberg (1861–1925). Sein Vater war Kaufmann und Leiter der Spinnerei seines Schwagers Friedrich August Bindschedler-Lejeune. Sein Bruder Erwin Lejeune, Arzt in Kölliken, war mit der Politikerin Mathilde Lejeune-Jehle verheiratet.
Nach Beendigung der Schule, mit dem Abitur am literarischen Gymnasium (heute: Kantonsschule Rämibühl) in Zürich 1910, immatrikulierte er sich an der Universität Zürich, studierte dann jedoch nur ein Semester Germanistik und begann darauf ein Theologiestudium bei Leonhard Ragaz, das er, nachdem er noch einige Semester an der Universität Heidelberg studiert hatte, 1913 in Zürich abschloss.
Nach dem Studium und seiner Ordination war er zunächst als Bergpfarrer 1913 bis 1914 in Flerden, von 1914 bis 1915 in Tenna und von 1915 bis 1918 in Andeer tätig. Von 1918 bis 1926 war er Seelsorger in der Arbeitergemeinde Arbon und wirkte dann von 1926 bis 1958 als Prediger in der Gemeinde Neumünster in Zürich; von 1926 bis 1963 war er auch Mitglied der Zürcher Kirchensynode.
Er war auch politisch aktiv und von 1955 bis 1963 Zürcher SP-Kantonsrat; 1963 war er massgeblich beteiligt am Zürcher Kirchengesetz.
Robert Lejeune war seit 1913 mit der Malerin Suzanne (1888–1984), Tochter des Apothekers Carl Hartwich († 1917), verheiratet; gemeinsam hatten sie zwei Söhne und eine Tochter.

### Schriftstellerisches und geistliches Wirken
Robert Lejeune hatte sich, beeindruckt von seinem Lehrer Leonhard Ragaz, der von diesem 1906 ins Leben gerufenen Religiös-Sozialen Bewegung angeschlossen, die sich im Gartenhof in Zürich befand. Dort war auch während des Zweiten Weltkriegs die Auskunftsstelle für Flüchtlinge ansässig; weiterhin befanden sich dort eine grosse Zahl von Friedensorganisationen, darunter auch der Schweizer Friedensrat.
Von 1916 bis 1948 arbeitete er an der von Leonhard Ragaz gegründeten Zeitschrift Neue Wege mit; von 1920 bis 1924 als Redakteur. Von den zahlreichen Aufsätzen, die er in dieser Zeitschrift veröffentlichte, sind vor allem seine Schriften Vom Recht und Unrecht in der materialistischen Geschichtsschreibung und Das Schöpferische in der Geschichte aus dem Jahr 1919 zu nennen, in denen er sich besonders mit Henri Bergsons Évolution créatrice (dt. Die schöpferische Entwicklung) auseinandersetzte; ein Thema, das er auch für seine Habilitation nutzen wollte, das dann jedoch wegen des Rücktritts Leonhard Ragaz’ von seiner Professur nicht zustande kam.
Seine bedeutendste Leistung als Theologe war eine vier Bände umfassende Auswahl der Predigten und Andachten Johann Christoph Blumhardts, für die er 1939 die theologische Ehrendoktorwürde der Universität Basel erhielt.

### Robert Musil
Während des Zweiten Weltkrieges kümmerte Lejeune sich um deutsche und österreichische Emigranten, die er zum Teil bei sich zu Hause beherbergte, darunter den Bildhauer Fritz Wotruba. Durch diesen lernte er 1938 den aus Österreich geflohenen Robert Musil kennen, den er zeitweise bei sich unterbrachte. Er setzte sich erfolgreich für Musils Aufenthaltserlaubnis ein und sicherte dessen materielle Existenz. Mit diesem trat er auch in einen regen Gedankenaustausch, aus dem sich eine intensive Freundschaft entwickelte. Während Robert Lejeune sich mit Der Mann ohne Eigenschaften auseinandersetzte, beschäftigte sich Robert Musil mit Blumhardt und mit Honoré Daumier, über den Robert Lejeune eine Monographie vorbereitete. 1941 teilte Robert Musil ihm mit, dass er beginne, sich für die Laien-Theologie zu interessieren.
Die Freundschaft mit Robert Musil ist sowohl durch dessen Briefe als auch durch die Rede von Robert Lejeune, die er am 17. April 1942 am Grab von Robert Musil hielt, sowie die zur Eröffnung der Robert-Musil-Arbeitsstelle an der Universität des Saarlandes im November 1970 vorgetragenen Erinnerungen belegt.

### Kunstkritisches Wirken
Robert Lejeune, der einen ausgeprägten künstlerischen Sinn besaß, hielt zahlreiche Vorträge über Themen der bildenden Kunst und legte eine Kunstsammlung mit Werken von Marc Chagall, Honoré Daumier, Francisco de Goya, Georges Rouault und weiteren Malern an. Er verkaufte seine Werke jedoch auch, ohne zu zögern, wenn es galt zu helfen.
Er unterstützte unter anderem den Dichter William Wolfensberger, mit dem er seit dem Studium eng befreundet war, und von dem er 1964 Ausgewählte Werke herausgab.

## Mitgliedschaften
- Zwischen dem Ersten und dem Zweiten Weltkrieg engagierte er sich in der Vereinigung antimilitaristischer Pfarrer, die er gemeinsam mit Paul Trautvetter, Karl von Greyerz und Rudolf Liechtenhahn im Herbst 1925 in Schaffhausen gründete. Bereits 1915 hatte er die zwei ersten Militärdienstverweigerungen in den Neuen Wegen kommentiert.

## Ehrungen und Auszeichnungen
- 1939 verlieh ihm die Theologische Fakultät der Universität Basel die Ehrendoktorwürde.

## Schriften (Auswahl)
- Vom Recht und Unrecht in der materialistischen Geschichtsschreibung. 1919.
- Das Schöpferische. 1919.
- Die Bedeutung der Reformation. 1921.
- Der Liberalismus. 1922.
- Die Erwartung des Reiches Gottes in besonderer Beziehung auf den Sozialismus. 1932–1933.
- Die Botschaft vom Reiche Gottes. Zürich 1933.
- Christoph Blumhardt und seine Botschaft. Erlenbach-Zürich; Leipzig: Rotapfel-Verl, 1938.
- Die religiös-soziale Bewegung. Einsiedeln: Benziger, 1940.
- Beschwerde gegen Pressezensur. 1940.
- Bergfahrten im Gebiet des Hinterrheins. Bern, 1943.
- Honoré Daumier. Zürich 1946.
- Leonhard Ragaz; Paul Trautvetter; Robert Lejeune: Gedanken – aus 40 Jahren geistigen Kampfes. Bern: H. Lang & Cie, 1951 (2. Aufl.)
- Alberto Longoni; Robert Lejeune: Chronik einer Basstrompete. Zürich: Büchergilde Gutenberg, 1960.
- Erinnerungen eines Bergpfarrers. Zürich 1961.
- Leonhard Ragaz: 1868–1945. Bischofberger & Co., 1968.